# Dan Lauria
Daniel Joseph „Dan” Lauria (ur. 12 kwietnia 1947 w Nowym Jorku) – amerykański aktor, reżyser i dramaturg. Odtwórca roli Jacka Arnolda, ojca Kevina w serialu ABC Cudowne lata (1988–1993). Wystąpił jako Jack Sullivan w sitcomie Sullivan i Syn (2012–2014) i Al Luongo w serialu FOX Zagrywka (2016–2017). 

## Życiorys
Urodził się w Brooklynie w rodzinie pochodzenia włoskiego jako syn Carmeli (z domu Loungo) i Josepha J. Laurii. Mieszkał także w Lindenhurst w stanie Nowy Jork. W 1965 ukończył Lindenhurst Senior High School jako uniwersytecki piłkarz i przez krótki czas uczył wychowania fizycznego w Lindenhurst High School. Lauria, weteran wojny wietnamskiej, w latach 1970–1973 służył jako oficer Korpusu Piechoty Morskiej Stanów Zjednoczonych; służył w tym samym momencie swojego życia, co Jack Arnold, jego postać z Cudownych lat, podczas wojny koreańskiej służył jako dowódca plutonu w pobliżu granicy z Kambodżą. Rozpoczął karierę aktorską podczas studiów na Southern Connecticut State University w New Haven w Connecticut w ramach stypendium piłkarskiego.
W 1978 zadebiutował jako autor sztuki off-Broadwayowskiej Plan gry, gdzie także wystąpił. Po raz pierwszy trafił przed kamery w roli policjanta w edukacyjnym filmie krótkometrażowym Radzenie sobie z groźbami samobójstwa (Handling Suicide Threats, 1978). 
W 2001 podczas Międzynarodowych Targów Filmowych na Long Island otrzymał nagrodę za osiągnięcia twórcze.
W 2010 zadebiutował na Broadwayu w roli trenera futbolu amerykańskiego i szefa National Football League – Vince’a Lombardiego w sztuce Lombardi. 

## Filmografia

### Filmy
- 1987: Zasadzka (Stakeout) jako Phil Coldshank
- 1993: Oblężenie Waco (In the Line of Duty: Ambush in Waco, TV) jako Bob Blanchard
- 1996: Dzień Niepodległości (Independence Day) jako oficer dowodzący
- 1996: Osaczona (No One Could Protect Her) jako Greg Coming
- 1998: Dziadek i ja (Wide Awake) jako ojciec Peters
- 2006: Agent XXL 2 (Big Momma’s House 2) jako Crawford
- 2008: Spirit – duch miasta (The Spirit) jako Eustace Dolan

### Seriale
- 1986: Dzieciaki, kłopoty i my (Growing Pains) jako trener hokeja
- 1987: Prawnicy z Miasta Aniołów (L.A. Law) jako Joseph Sears
- 1987: Dzieciaki, kłopoty i my (Growing Pains) jako Dan
- 1987–1988: Cagney i Lacey (Cagney & Lacey) jako
- 1988–1993: Cudowne lata (The Wonder Years) jako Jack Arnold
- 1995: Prawo Burke’a (Burke’s Law) jako Jimmy Jackson
- 1996–1997: Ich pięcioro (Party of Five) jako Russ Petrocelli
- 1997: Chłopiec poznaje świat (Boy Meets World) jako sędzia Lamb
- 1997: Strażnik Teksasu (Walker, Texas Ranger) jako Salvatore Matacio
- 1997: Doktor Quinn (Dr. Quinn, Medicine Woman) jako Samuel Morrison
- 1999: Batman przyszłości (Batman Beyond) jako Bill Wallace (głos)
- 2000: Diagnoza morderstwo (Diagnosis: Murder) jako Donald Purdy
- 2001: Tajemnice Smallville (Smallville) jako Walt Arnold
- 2003: Prawo i porządek: sekcja specjalna (Law & Order: Special Victims Unit) jako Peter Kurtz
- 2003: JAG jako Allen Blaisdell
- 2003: Siódme niebo (7th Heaven) jako Andrew Hampton
- 2007: Świry (Psych) jako Bill Peterson
- 2008: Jak poznałem waszą matkę (How I Met Your Mother) jako Nolan
- 2009: Zabójcze umysły (Criminal Minds) jako Lee Whitworth
- 2009: Mentalista (The Mentalist) jako Santino Battaglia
- 2010: Prawo i porządek: Zbrodniczy zamiar (Law & Order: Criminal Intent) jako Sal
- 2011: Prawo i porządek: sekcja specjalna (Law & Order: Special Victims Unit) jako Ray Masters
- 2011: Siostra Jackie (Nurse Jackie) jako Carl
- 2012: Agenci NCIS: Los Angeles (NCIS: Los Angeles) jako James Cleary
- 2012–2014: Sullivan i Syn (Sullivan & Son) jako Jack Sullivan
- 2013: Impersonalni (Person of Interest) jako Stanley Amis
- 2012–2015: Pułapki umysłu (Perception) jako Joe Moretti
- 2014: Rozpalić Cleveland (Hot in Cleveland) jako J.J.
- 2014: Chirurdzy (Grey’s Anatomy) jako Martin Davis
- 2015, 2019: Zaprzysiężeni (Blue Bloods) jako Stan Rourke
- 2016: Bananowy doktor (Royal Pains) jako Pan Sacani
- 2016–2017: Zagrywka (Pitch) jako Al Luongo
- 2017: Nocna zmiana (The Night Shift) jako Doug
- 2017: Elementary jako Louis Garmendia
- 2017: Agenci NCIS (NCIS) jako Morgan Cade
- 2018: Tata ma plan (Man with a Plan) jako Frank
- 2018: Shameless – Niepokorni (Shameless) jako Mo White
- 2018–2021: Tacy jesteśmy (This Is Us) jako Pan Damon
- 2019: Rezydenci (The Resident) jako Simon Ortiz
- 2021: MacGyver jako Lenny Krengel
- 2021: Goldbergowie (The Goldbergs) jako Arnie Wofsy
- 2023: The Good Doctor jako Pan Ermey